# 526

## Evenimente
- 20 mai: Cutremurul din Antiohia (Siria).

## Decese
- Theodoric cel Mare, 71 ani, rege al ostrogoților, conducător al Italiei, regent al vizigoților și vicerege al Imperiului Roman de Răsărit (n. 454)